# Konzentrationsgefälle

Konzentrationsgefälle zweier Lösungen

Ein Konzentrationsgefälle oder Konzentrationsgradient (ungenau auch Stoffgradient genannt) zwischen zwei Orten {\displaystyle x_{1}} und {\displaystyle x_{2}} besteht, wenn sich die dort jeweils herrschenden Konzentrationen eines Stoffes – {\displaystyle c_{1}} und {\displaystyle c_{2}} – voneinander unterscheiden.
Nur das Wort Konzentrationsgefälle kann auch im engeren Sinn für räumliches Abfallen einer Konzentration verwendet werden, als Gegenspieler des Worts Konzentrationsanstieg.
Die Diffusion von Stoffen erfolgt aufgrund eines Konzentrationsgradienten. Als elektrochemischen Gradienten bezeichnet man das Konzentrationsgefälle von gelösten Ionen, dieses hat eine herausragende Bedeutung für biologische Systeme, insbesondere den zellulären Energiestoffwechsel und die Nervenleitung.
Im engeren Sinne bezeichnet der Konzentrationsgradient eine kontinuierliche örtliche Änderung der Konzentration. Der Konzentrationsgradient ist dann das Maß des Unterschieds und damit des Gradienten einer Konzentration eines chemischen Stoffes. Er ist der Quotient (genauer: Differentialquotient) aus Konzentrationsunterschied und der Distanz zwischen zwei Punkten in diesem Raum. Im eindimensionalen Fall lässt sich das als
{\displaystyle {\frac {\mathrm {d} c}{\mathrm {d} x}}}
schreiben, wobei {\displaystyle \mathrm {d} c} der Unterschied der Konzentration des Stoffes ist und {\displaystyle \mathrm {d} x} die Distanz.
Mithilfe des Nabla-Operators kann der Konzentrationsgradient im 3-Dimensionalen dargestellt werden:
{\displaystyle {\vec {\nabla }}c=\left({\frac {\partial c}{\partial x}},{\frac {\partial c}{\partial y}},{\frac {\partial c}{\partial z}}\right)^{\top }}
Hierbei bezeichnet {\displaystyle c} die Konzentration; {\displaystyle x}, {\displaystyle y}, {\displaystyle z} sind die Komponenten des Ortsvektors.

## Beispiele

Einfacher Gradientenmischer für kontinuierliche Gradienten

Stoffgradienten treiben die gerichtete Ausbreitung von Molekülen per Diffusion an.
Durch äußere Kräfte, wie Schwerkraft, Magnetfeld, elektrisches Feld können in ursprünglich homogenen Lösungen und Mischungen Konzentrationsgefälle erzeugt werden.
Kristallisation aus übersättigter Lösung, Zusammenballung ferromagnetischer Partikel im Magnetfeld und das Wandern in Richtung höherer Magnetfeldstärke, Wanderung von Ionen im elektrischen Feld, Temperaturgradienten, Belichtungsunterschied können Konzentrationsgefälle – mitunter in 2-Phasen-Systemen – entstehen lassen.
In der Gasphase, in Gasgemischen werden Konzentrationsgefälle üblicherweise durch Partialdruckgefälle beschrieben.
Mischungsvorgänge wie Umrühren, Konvektion und Wind in der Troposphäre, Verwirbelung in Strömungsvorgängen bauen Konzentrationsgradienten ab.
Eine Anwendung in der biochemischen Trennung ist die Gradientenelektrophorese. Dabei wird zuvor in einem Gelgemisch ein Stoffgradient erzeugt. Dabei kann es sich um einen Geldichte-Gradienten (variable Porenweite) oder auch um einen pH-Gradient (meist mit Ampholyten) handeln. Bei der folgenden elektrophoretischen Trennung konzentrieren sich dann die Stoffe in einem entsprechenden Sektor.
Eine weitere Anwendung ist die Trennung von Stoffgemischen im Dichtegradienten (z. B. aus Saccharose oder Caesiumchlorid) durch Dichtegradientenzentrifugation.
Bei der Chromatografie werden oft mobile Phasen mit sich in der Zeit verändernden Zusammensetzungen angewendet, um die Trennschärfe bei der Elution verschiedener adsorbierter Stoffe zu erhöhen.
In der Biologie sind Stoffgradienten eine Voraussetzung für:
- passiven und sekundär aktiven Membrantransport
- bei der Chemotaxis
- im Energiestoffwechsel der Zellen
- in der Morphogenese und während der Embryonalentwicklung (Embryogenese)
- Ausscheidungsorgane (Nephridien) wie die Niere
- Atmungsorgane wie Haut, Kiemen und Lunge

Auch in der Geochemie und Ökologie sind Stoffgradienten bedeutsam, beispielsweise Gradienten der Sauerstoffkonzentration oder Schwefelwasserstoffkonzentration in Gewässern.